# جیکوب فاتو
جیکوب فاتو (انگلیسی: Jacob Fatu؛ زادهٔ ۱۸ آوریل ۱۹۹۲) کشتی‌گیر کشتی حرفه‌ای اهل ایالات متحده آمریکا است.